# Jaczina Róbert
Jaczina Róbert (Budapest, 1935 – 2015. február 18. előtt) magyar nemzetközi labdarúgó-játékvezető.

## Pályafutása

### Labdarúgóként
Fiatal korában kis csapatokban – például a Lampart egyesületben – futballozott, kapus volt. Játékos pályafutásának végét túlzott hevességének köszönhette, egy alkalommal tettlegesen bántalmazta a mérkőzés bíróját. Az MLSZ Játékvezető Bizottság (JB) válogatottjának kapusa volt.

#### Nemzeti játékvezetés
A játékvezetővel szembeni vezeklésül 1967-ben tett vizsgát.[forrás?] 1968-ban NB III-as minősítést szerzett, 1971-ben az országos játékvezetői "B" keret tagja lett, NB I/B minősítéssel. 1975-ben került az NB I-be. Kiváló szakmai felkészültségének köszönhetően rendszeresen foglalkoztatták játékvezetőként és partbíróként. Belekeveredett a totóbotrányba, majd tisztázva magát, folytatta a játékvezetést. 1975-ben a legjobb partbírók között tartották nyilván. Az 1984/1985-ös bajnoki évadban 12 mérkőzés vezetésével emelkedett ki társai közül. Az aktív nemzeti játékvezetéstől 1985-ben vonult vissza. NB I-es mérkőzéseinek száma: 150.
| Időpont           | Helyszín                       | Mérkőzés típusa           | Mérkőzés                       | Eredmény |
| ----------------- | ------------------------------ | ------------------------- | ------------------------------ | -------- |
| 1975. április 12. | Tóstrandi Stadion, Salgótarján | első NB. I-es mérkőzése   | Salgótarjáni BTC–Pécsi MSC     | 1 : 0    |
| 1985. június 9.   | Rába ETO Stadion, Győr         | utolsó NB. I-es mérkőzése | Rába ETO–Tatabányai Bányász SC | 1 : 2    |

##### Nemzeti kupamérkőzések
Vezetett Kupa-döntők száma: 3.

###### Magyar Népköztársasági Kupa
| Időpont         | Helyszín             | Mérkőzés típusa | Mérkőzés                         | Partbírók                   | Eredmény |
| --------------- | -------------------- | --------------- | -------------------------------- | --------------------------- | -------- |
| 1985. június 5. | Népstadion, Budapest | döntő           | Bp. Honvéd–Tatabányai Bányász SC | Makó István/Szilágyi Sándor | 5 : 0    |

###### Szabad Föld-kupa
1964 óta a falusi labdarúgók kupadöntőjét, a Szabad Föld Kupa döntőjét rendszeresen a Magyar Népköztársasági Kupa (MNK) döntő előmérkőzéseként bonyolítják le. A döntőben való részvételre az az alsóbb osztályú együttes jogosult, amelyik a legmesszebb jutott az MNK-ban.
| Időpont          | Helyszín             | Mérkőzés típusa | Mérkőzés                                         | Eredmény | Nézők száma |
| ---------------- | -------------------- | --------------- | ------------------------------------------------ | -------- | ----------- |
| 1975. május 1.   | Népstadion, Budapest | döntő           | Soltvadkerti TE–Balmazújvárosi TSZSK             | 5 : 4    | 2 000       |
| 1979. június 23. | Népstadion, Budapest | döntő           | Celldömölki Vasutas Sport Egyesület–Bólyi MEDOSZ | 3 : 2    | 3 500       |

#### Nemzetközi játékvezetés
A Magyar Labdarúgó-szövetség Játékvezető Bizottsága (JB) terjesztette fel nemzetközi játékvezetőnek, a Nemzetközi Labdarúgó-szövetség (FIFA) 1979-től tartotta nyilván bírói keretében. Több nemzetek közötti válogatott és klubmérkőzést vezetett, vagy működő társának partbíróként segített. A síp segítségével eljutott 20 országba, vezetett 27 nemzetközi mérkőzést. Az aktív nemzetközi játékvezetéstől 1981-ben búcsúzott. Válogatott mérkőzéseinek száma: 2.

## Sportvezetőként
Az MLSZ Játékvezető Testületének (JT), majd Bizottságának (JB) társadalmi munkása, ellenőre. Amikor Puhl Sándor, országos játékvezetői pályafutása elején gödörbe került, mentorként átsegítette a nehézségeken.

## Szakmai sikerek
1984-ben Szlávik András a Játékvezető Bizottság elnöke több évtizedes játékvezetői pályafutásának elismeréseként aranyjelvény kitüntetésbe részesítette.